# Pseudis minuta
Pseudis minuta es una especie de anfibios de la familia Hylidae. Habita en Argentina, Brasil y Uruguay.
Sus hábitats naturales incluyen pantanos cálidos, ríos y lagos y marismas de agua dulce, aguas estancadas de pastizales y tierras agrícolas inundadas.

## Características morfológicas
- Patas traseras con membrana interdigital muy desarrollada, algo escotada.
- Dorso verde manchado de oscuro o con una banda ancha bronceada.
- Muslos con líneas transversales parduscas.
- Macho con dos sacos vocales.

## Etapas del crecimiento de la rana
- 1) Las ranas tienden a poner sus huevos en fila. La mayoría de los huevos son depositados en aguas tranquilas.
- 2) Después de ser fertilizado, entre 6 y 21 días los huevos se rompen. El renacuajo nace poco desarrollado tanto en branquias como en la boca y cola. En este momento es muy frágil.Por lo general, se pegará a malas hierbas flotantes en el agua
- 3) Después de 4 semanas, las branquias comienza a abrirse a lo largo de la piel, hasta que finalmente desaparecen. Los renacuajos desarrollan pequeños dientes que les ayudan a triturar los alimentos convirtiéndolas en partículas diminutas. En la cuarta semana, los renacuajos son criaturas muy sociales.
- 4) Después ente las 6 y 9 semanas, sus pequeñas patas empiezan a nacer. La cabeza se hace más clara y el cuerpo se alarga.La dieta puede crecer para incluir alimento más grandes como los insectos muertos e incluso las plantas.Los brazos empiezan a sobresalir y los que nace antes es el codo
- 5) Después de 9 semanas, el renacuajo parece una rana diminuta con cola.  Está en camino de crecer
- 6) En las 12 semanas, el renacuajo tiene ya una pequeña parte de cola y se va pareciendo a una versión diminuta de una rana adulta. Pronto saldrá del agua, sólo para regresar de nuevo a poner más huevos e iniciar el proceso de nuevo

## Nacimiento y reproducción
Cuando nacen, los renacuajos no tienen patas, salen de una masa flotante de huevos y constituyen la fase larvaria del animal. Tienen cola y branquias, que desaparecen con el desarrollo. Cuando aparecen las extremidades y los pulmónes, como parte de la llamada verdadera metamorfosis del animal, la rana, ya una réplica de sus progenitores, puede salir del agua a tierra.

## Alimentación
Se alimentan de insectos, gusanos, pequeños peces, huevos de otras ranas,etc.

## Respiración
La mayoría de las ranas , en especial los machos , emiten sonidos.Al expulsar el aire de los pulmones , este hace vibrar las cuerdas vocales de la laringe, produciendo sonidos característicos de las diferentes especies. Los machos de las especies que poseen un saco resonador que se hincha enormemente cuando la rana emite sonidos para atraer a su pareja producen un sonido mucho más intenso.